# Thalassodes furvifimbria
Thalassodes furvifimbria är en fjärilsart som beskrevs av Louis Beethoven Prout 1917. Thalassodes furvifimbria ingår i släktet Thalassodes och familjen mätare. Inga underarter finns listade i Catalogue of Life.